# La Ribereta (Lladurs)
La Ribereta és una masia situada al poble de Lladurs, al municipi del mateix nom, al Solsonès, documentada des del segle xviii.